# Peperomia candida
Peperomia candida là một loài thực vật có hoa trong họ Hồ tiêu. Loài này được Miq. miêu tả khoa học đầu tiên.